# عکس پاریس

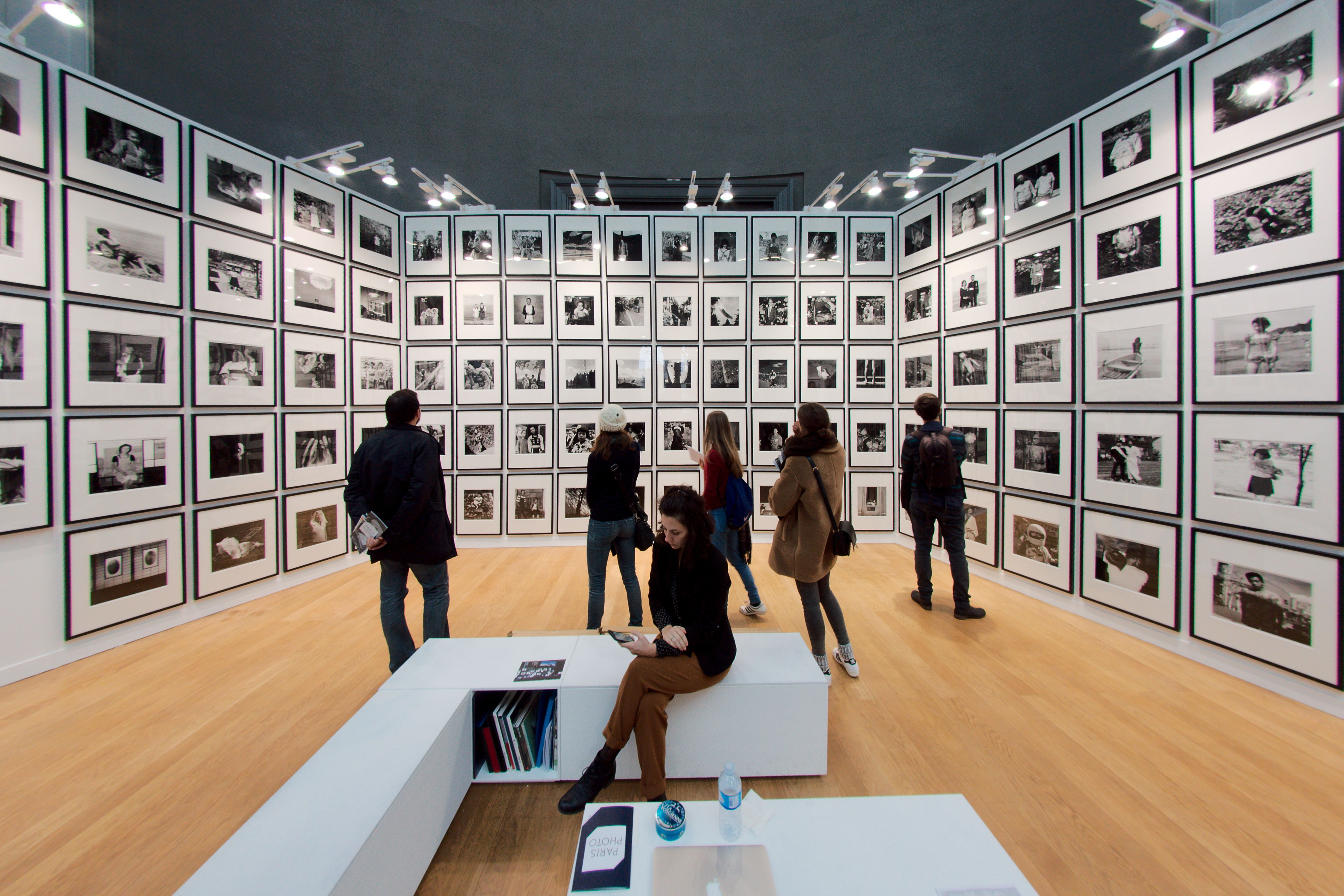
Salon d'Honneur at the Paris Photo (2016)

عکس پاریس (به انگلیسی: Paris Photo) یک نمایشگاه بین‌المللی هنری سالانه است که به عکاسی اختصاص دارد.  عکس پاریس عکس در سال ۱۹۹۷ تأسیس شد و هر ساله در ماه نوامبر در سالن نمایشگاه مجموعه موزه قصر بزرگ، واقع در شانزلیزه در منطقه ۸ پاریس برگزار می‌شود.   
این رویداد مجموعه‌ای از آثار هنری مبتنی بر عکس را از گالری‌ها در کنار برنامه‌ای عمومی از نمایشگاه‌ها، جوایز، امضاهای هنری و گفتگو ارائه می‌دهد.
این نمایشگاه در حال حاضر چهار بخش نمایشگاهی را ارائه می‌کند: بخش گالری اصلی با نمایش‌های انفرادی و گروهی و پروژه‌های موضوعی، بخش Prisms که به مجموعه‌ها و کارهای نصبی با فرمت بزرگ اختصاص دارد. همچنین بخش ویدیو با تصاویر متحرک، و بخش کتاب با ناشران و فروشندگان.